# Bell Boeing V-22 Osprey

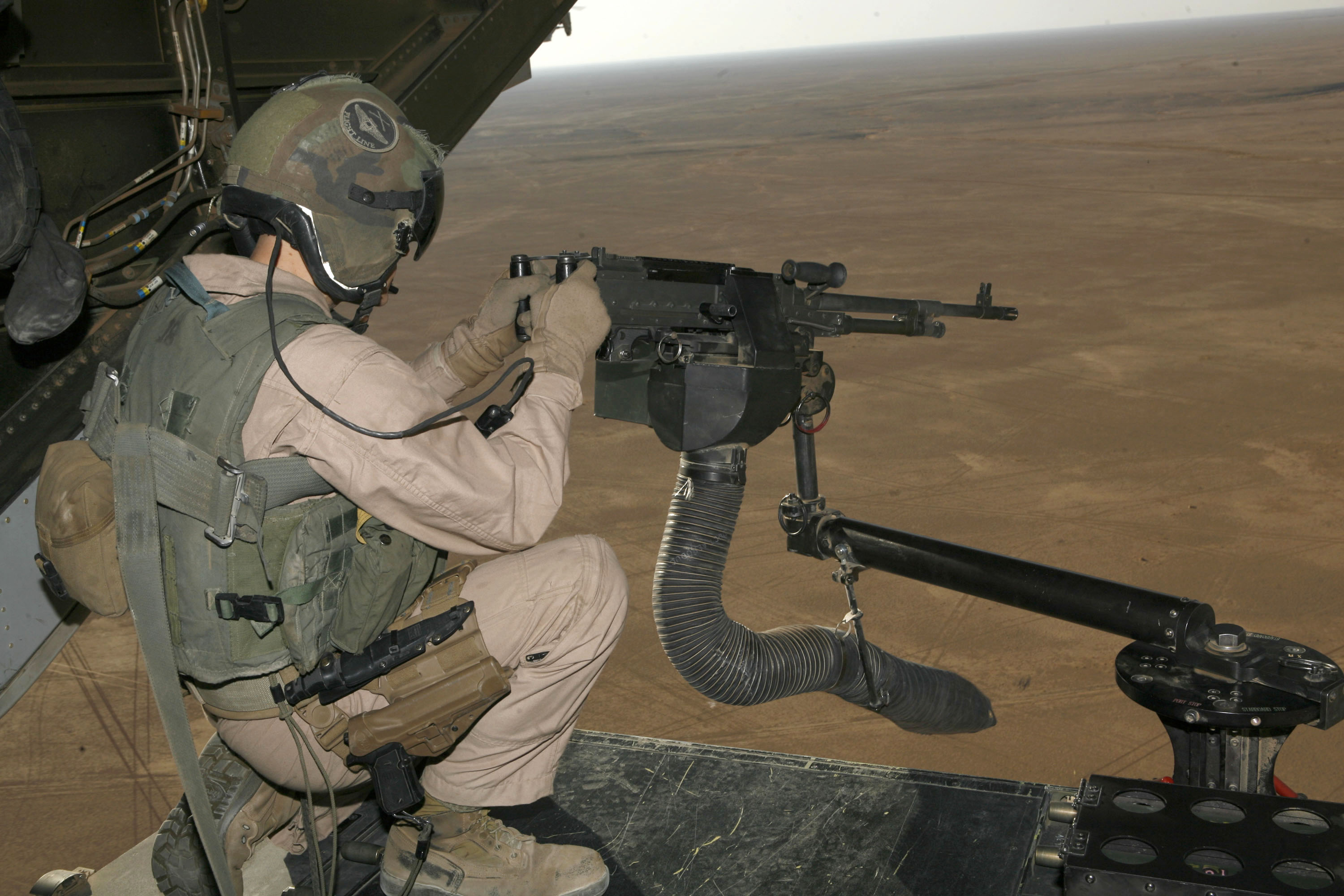
En amerikansk marinsoldat med en M240 kulspruta på en ramp i en V-22.

Bell Boeing V-22 Osprey är ett tiltrotorflygplan (en kombination av flygplan och helikopter) som är en efterföljare av försöksflygplanet Bell XV-15 Tilt Rotor, som flög första gången 1977. 
Första flygningen med prototypflygplanet genomfördes 1989. Motorerna är placerade i vridbara gondoler på vingspetsarna. Vid start och landning vrids gondolerna 90 grader så att propellrarna riktas rakt upp och dessa skapar då en lyftkraft som för en helikopter. Väl i luften vrids propellern till normalläge och flygningen föregår som i ett vanligt flygplan. Rotordiametern är 11,58 meter, medan den normalt för lika stora flygplan brukar den vara cirka 2,5 meter. 
Flygplanet är framtaget efter önskemål från USA:s marinkår som önskade ett flygplan för snabba transporter av trupp men med möjligheten att landa och starta från små fält och även hangarfartyg, vingarna och propellerbladen går att vika ihop så att de tar liten plats ombord. 

## Beställningar och tillverkning
När Ospreyprogrammet startade räknade man med att cirka 1 000 flygplan skulle tillverkas, men detta har reviderats på grund av höga kostnader samt tekniska problem.
I december 2007 planerades att bygga 458 plan, varav 360 till amerikanska marinkåren, 48 till Flottan och 50 till Flygvapnet samt några till Nationalgardet.
Den har använt i västra delen av Irak samt i Afghanistan och har flugit över 1 200 uppdrag på sammanlagt mer än 2 000 timmar.

## Haverier
Under utvecklingen har Osprey-programmet drabbats av ett flertal motgångar; fem flygplan har havererat med dödsoffer som följd, fyra av dessa under övning och ett i Afghanistan i april 2010.
År 2017 tvingades ett plan nödlanda i Jemen (i al-Bayda) under en skarp insats, varpå man tvingades förstöra den.
Den 18 mars 2022 störtade ett amerikanskt plan i Beiarn, Nordland fylke i Norge. Besättningen på fyra personer omkom.

## Liknande typ av luftfartyg
- AgustaWestland AW609